# Carl Washington
Carl Washington est un acteur, scénariste et producteur américain né le 18 décembre 1978 à Hollywood, en Californie.

## Filmographie

### comme acteur
- 1996 : Jingle All the Way : Parade Watcher
- 1996 : Mars Attacks! de Tim Burton : White House Tourist
- 1998 : Bobcat's Big Ass Show (série TV) : Contestant
- 2000 : Killjoy (vidéo) : Ray Jackson
- 2002 : The Chatroom (vidéo) : Stanley
- 2002 : Dead Season (vidéo) : Jail Cop
- 2002 : The Crawling Brain (vidéo) : Apartment Manager
- 2002 : Voodoo Tailz (vidéo) : Matthew
- 2003 : Creepies (vidéo) : Pvt. Taylor
- 2003 : Midnight Is Coming (vidéo) : Kevin
- 2003 : Jack Movez (vidéo) : Jamal
- 2003 : Hot Parts (vidéo) : Coffee Guy
- 2003 : Latin Kingz (vidéo) : Bernard
- 2003 : Drug Lordz (vidéo) : Chris
- 2003 : Dope Game 2 (vidéo) : Jordan
- 2004 : Tha' Crib (vidéo) : Cologne
- 2004 : Wild Things 2 (vidéo) : Student
- 2004 : Sweet Potato Pie (vidéo) : Porno Producer
- 2004 : East L.A. King (vidéo) : Ricky
- 2005 : Rampart (vidéo) : Jeff
- 2005 : I Got Five on It (vidéo) : Rob
- 2005 : Hood of the Living Dead (vidéo) : Ricky
- 2005 : Slaughter Party (vidéo) : Bar Patron
- 2006 : Evil Ever After (vidéo) : Drug Dealer
- 2006 : JC in tha Hood : Dale (trick 2)
- 2006 : Illegal Business (vidéo) : Officer Rosewood
- 2006 : Broken Glass (vidéo) : Andre
- 2006 : Aces : Gang Banger #2

### comme scénariste
- 2000 : Killjoy (vidéo)
- 2000 : The Vault (vidéo)
- 2002 : The Chatroom (vidéo)
- 2002 : Urban Massacre
- 2002 : Voodoo Tailz (vidéo)
- 2003 : Hot Parts (vidéo)
- 2004 : Tha' Crib (vidéo)
- 2004 : Sweet Potato Pie (vidéo)
- 2006 : JC in tha Hood

### comme producteur
- 2002 : Urban Massacre
- 2003 : Latin Kingz (vidéo)
- 2004 : Sweet Potato Pie (vidéo)
- 2006 : JC in tha Hood